# Новооскочное
Новооскочное — село в Яковлевском городском округе Белгородской области России.

## География
Находится в западной части Белгородской области, в лесостепной зоне, в пределах южных отрогов Среднерусской возвышенности, к северу от автодороги 14К-25, на расстоянии примерно 19 километров (по прямой) к востоку от города Строитель, административного центра района. Абсолютная высота — 218 метров над уровнем моря.

### Климат
Климат характеризуется как умеренно континентальный, с относительно мягкой зимой и тёплым летом. Среднегодовая температура воздуха — 6 °C. Средняя температура воздуха самого холодного месяца (января) — −8,3 °C (абсолютный минимум — −37 °C); самого тёплого месяца (июля) — 19,8 °C (абсолютный максимум — 41 °С). Безморозный период длится около 150 дней. Годовое количество атмосферных осадков — 583 мм, из которых 339 мм выпадает в период с апреля по октябрь.

### Часовой пояс
Село Новооскочное как и вся Белгородская область, находится в часовой зоне МСК (московское время). Смещение применяемого времени относительно UTC составляет +3:00.

## Население
| 2002 | 2010 |
| ---- | ---- |
| 50   | ↘27  |

### Половой состав
По данным Всероссийской переписи населения 2010 года в гендерной структуре населения мужчины составляли 51,3 %, женщины — соответственно 48,7 %.

### Национальный состав
Согласно результатам переписи 2002 года, в национальной структуре населения русские составляли 91 %.